# Sven Nylander
Sven Olof Nylander (Varberg, 1º gennaio 1962) è un ex ostacolista svedese.

## Palmarès

### Europei
- 3 medaglie:
  - 2 argenti (Spalato 1990 nei 400 m ostacoli; Helsinki 1994 nei 400 m ostacoli)
  - 1 bronzo (Stoccarda 1986 nei 400 m ostacoli)

### Coppa Europa
- 3 medaglie:
  - 1 oro (Birmingham 1994 nei 400 m ostacoli)
  - 2 bronzo (Villeneuve d'Ascq 1995 nei 400 m ostacoli; Madrid 1996 nei 400 m ostacoli)